# Amylocarpus
Amylocarpus — рід грибів. Назва вперше опублікована 1859 року.

## Класифікація
До роду Amylocarpus відносять 1 вид:
- Amylocarpus encephaloides